# Waseca (Minnesota)
Waseca – miasto w Stanach Zjednoczonych, w stanie Minnesota, siedziba administracyjna hrabstwa Waseca.